# Merkelcelpolyomavirus
Merkelcelpolyomavirus (MCV of MCPyV) is een virus dat verantwoordelijk wordt gehouden voor het ontstaan van Merkelcelcarcinoom en werd voor het eerst beschreven in januari 2008.